# 劉僑
劉僑（16世紀—17世紀），字東卿，湖廣黃州府麻城縣人，明朝軍事人物。

## 生平
劉僑是萬曆二十年（1592年）的武進士，天啟年間襲祖父劉天和蔭，擔任錦衣衛北鎮撫司，三年（1623年）陞都指揮同知照舊管事，惟次年（1624年）因不願聽從魏忠賢陷害汪文言而削籍。
崇禎初年，劉僑得起用為五城都督，曾負責審訊喬允升、易應昌，並以二人正直嘗試保全他們性命，三年（1630年）敘功陞為都督僉事，照例陞一級，授太子太傅，其後朝廷委派他搜捕六部十三省，他上言指出耳目難信，因此忤旨謫戍，馮元颺指出他忠直應該復職，報可但未起用。十六年（1643年）四月，張獻忠攻破麻城，他奉獻二名妾侍，拿出金器玉杯古玩和數萬兩，讓周文江賄賂對方，得授大西政權的錦衣指揮使，很快和馬士英遣派的生員黃鼎合謀反正，斬殺大西將令湯志；左良玉收復蘄州、黃州，他就削髮逃去，巡按御史黃澍追究他，他就向馬士英納賄讓他復職，黃澍則被削官，因此遭人輕視，後事不詳。

## 引用
1. 1 2  《蘄黃四十八砦紀事·卷三》：劉僑，字東卿，麻城人。以武舉，中式萬曆壬辰武進士。天啟時，襲祖天和蔭，掌錦衣衛職，授北鎮撫司、太子太傅 「府志」作宮保，誤 。魏忠賢屬陷汪文言，以株累正人；僑不從，削籍歸。崇禎初，起用為五城都督，命訊喬允升、易應倡【昌】之獄。僑素知二人端方，保全之。後委緝六部十三省事，僑極言耳目難信；忤旨，謫戍。馮元揚【颺】疏僑忠直，宜還職；報可未用。獻賊入麻城，獻二妾、金器玉杯古玩數万金，由周文江賄獻忠；受偽命，為錦衣指揮使 《明季北略》作都督 。旋與馬士英所遣生員黃鼎合諸砦謀反正，斬賊將湯志；全縣應之。及左良玉复蘄、黃，僑削髮逃去；巡按御史黃澍持之急。會馬士英納僑賄，令訐澍；遂復僑官，削澍職：士論薄之。
2. ↑  光緒《黃州府志·卷十七·選舉志》：武科表 進士……萬曆壬辰 （麻城縣） 劉僑 都督，加宮保
3. ↑  《明熹宗悊皇帝實錄·卷四十二》：（天啟三年十二月丙申）以皇子大慶加恩錦衣衛官……劉僑陞都指揮同知，各照舊管事……
4. ↑  《明熹宗悊皇帝實錄·卷四十二》（梁本）：（天啟四年）五月甲寅朔錦衣衛指揮同知署北鎮撫司劉僑以寬汪文言削籍，許顯純代之。
5. ↑  史語所藏鈔本《崇禎長編·卷三十一》：（崇禎三年二月戊辰）類敘錦衣衛三年督緝之功，陞劉僑為都督僉事，仍掌衛事，賚羊酒新鈔㙮祿等，各照例陞一級。
6. ↑  史語所藏鈔本《崇禎長編·卷三十九》：（崇禎三年十月庚申）敘詰防警備之勞劉僑加太子太傅賚銀三十兩紵絲二表裏……
7. ↑  《明季北略·卷十九》：（崇禎十六年）癸未四月，張獻忠破麻城。從賊大逆，則劣生周文江居首。文江為獻忠兵部尚書，有原任錦衣衛遣戍劉僑，托文江進二美妾，併金銀、器皿、玉杯、古玩數萬金於獻忠。獻忠用僑為錦衣衛都督。